# René Dussaud
Pour les articles homonymes, voir Dussaud.
René Dussaud, né le 24 décembre 1868 à Neuilly-sur-Seine où il est mort le 17 mars 1958, est un orientaliste français.
Archéologue, conservateur au département des Antiquités orientales du musée du Louvre et professeur, l’un de ses ouvrages principaux traite de la religion des Hittites, des Hourrites, des Phéniciens et des Syriens.

## Biographie
Né dans une famille d’ingénieurs, il s’est d’abord orienté vers l’École centrale des arts et manufactures, d’où il est sorti avec un diplôme qui lui ouvrait les portes d’une carrière industrielle. Cependant, muni de la culture classique qui formait alors la base de toutes les études, orienté vers le Levant par la part que son père, Joseph Dussaud, avait eue aux entreprises du canal de Suez et du port de Smyrne, sa curiosité s’est portée vers l’Asie sémitique.
Son premier soin étant d’acquérir les connaissances linguistiques indispensables à de tels projets, il a appris l’arabe à l’École des langues orientales, et l’hébreu classique à l’École des hautes études. Pénétré de la conviction que les problèmes historiques ne pouvaient être fructueusement abordées que par un contact direct et vivant avec le terrain et les monuments, il effectue, à partir de 1895, plusieurs missions archéologiques en Syrie.
Il se rend à cheval de Beyrouth à Alep, par Byblos, Tripoli, Latakié, Riha, et les ruines chrétiennes du Massif Calcaire. En 1896, parti de Tripoli, il visite le distriet d’Akkar, les sites de Raphanée et de Bétocécé, Tortose, Aradus, Banyas, enfin Massyaf, où il se documente de première main sur les Nosairîs. En 1897, il explore en détail la côte entre Latakié et Alexandrette, puis du cours de l’Oronte en amont d’Antioche.
En 1899, il repart dans le but d’explorer méthodiquement, avec Frédéric Macler, le Safa et le Djebel Druze, exploration complétée en 1901 par celle des régions désertiques de la Syrie moyenne, au sud de Damas. De ces voyages, accomplis en compagnie de l’émir Taher, petit-fils du grand Abd-el-Kader, il rapporte une immense récolte d’inscriptions safaïtiques, nabatéennes, grecques et latines.
Revenu à la vie sédentaire, il publie le résultat de ses recherches. Il devient conservateur au département des Antiquités orientales du Musée du Louvre, qu'il dirigea de 1928 à 1936, et célèbre connaisseur dans le domaine des inscriptions ; dans l'affaire de Glozel, il accusa Émile Fradin de fraude et de falsification mais, le 23 mars 1932, le tribunal « rejette comme mal fondées les conclusions de Dussaud. »
Codirecteur de la Revue de l'histoire des religions, il a fondé, en 1920, la revue Syria.
Fils de Joseph Dussaud, entrepreneur de travaux portuaires à Suez et à Smyrne (avec ses frères Élie et Elzéar), et d'Angèle Venem (épouse Dussaud, puis Bory d'Arnex) plus connue sous le nom de plume de Jacques-Vincent, il avait pour sœur l'écrivain journaliste orientaliste Berthe Gaulis. Le 12 juillet 1900 il épousa Valérie de Guérin de Sauville, la femme divorcée d'Anatole France, dont il fut un temps le secrétaire particulier. Après le décès de cette dernière, il se remaria en 1922 avec la Suissesse Marie Bergier, qui fut aussi sa collaboratrice, elle-même morte le 6 février 1959.
Il a notamment eu pour élève Jean Perrot.
En 1926, il a participé à la création de l'Association des élèves, anciens élèves et amis de l'École des langues orientales (d), en prenant part à la réunion préparatoire et à l’Assemblée générale constitutive du 1er juillet 1927, contribuant ainsi à la fondation de l’association.

## Décorations
- Commandeur de la Légion d'honneur ;
- Croix de guerre 1914–1918 ;
- Officier de l'ordre des Palmes académiques ;
- Commandeur de l'ordre de la Couronne (Belgique).

## Distinctions
- Membre de l'Académie royale des sciences, des lettres et des beaux-arts de Belgique ;
- Membre de la British Academy;
- Docteur honoris causa de l'université de Liverpool.

## Publications

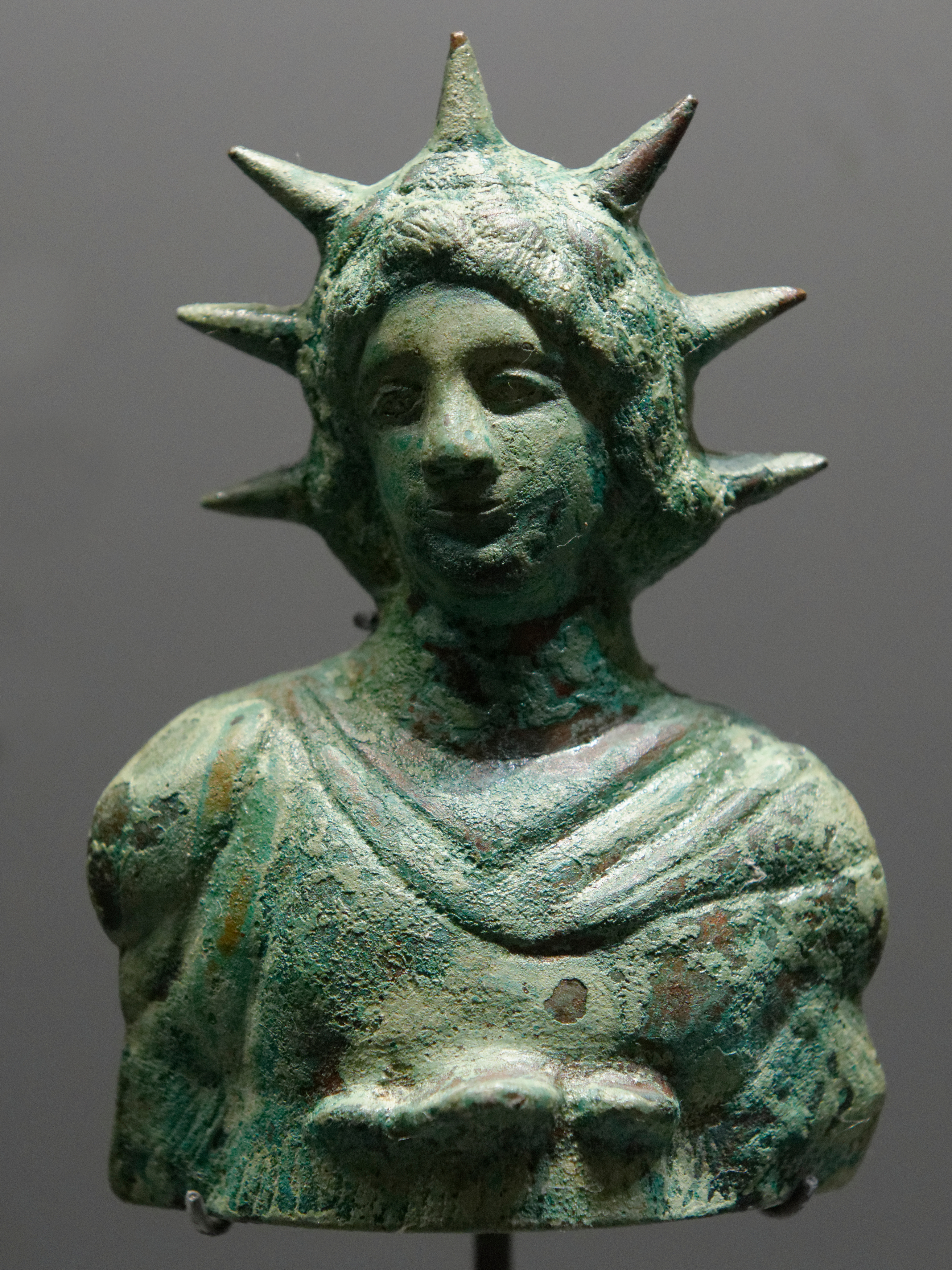
Buste d'Hélios découvert à Tripoli, donné par René Dussaud au musée du Louvre

- Histoire et religion des Nosairîs, Paris, Bouillon, 1900.
- Voyage archéologique au Ṣafâ et dans le Djebel ed-Drûz, Paris, Ernest Leroux, 1901.
- Notes  de mythologie syrienne, Paris, Ernest Leroux, 1903.
- Les Arabes en Syrie avant l'Islam, Paris, 1907.
- Conférences faites au Musée Guimet / Léon de Milloué. - Paris, 1909.
- Les Civilisations préhelléniques dans le bassin de la mer Égée : études de protohistoire orientale, Paris,  Geuthner, 1910.
- Les Monuments palestiniens et judaïques (Moab, Judée, Philistie, Samarie, Galilée), Paris, 1912.
- Conférences en 1912, Paris, 1912.
- Les Civilisations préhelléniques dans le bassin de la mer Égée / René Dussaud. - 2. éd. rev. et augm.. - Paris : Geuthner, 1914.
- Le Sacrifice en Israël et chez les Phéniciens, Paris, Leroux, 1914.
- Introduction à l'histoire des religions, Paris, 1914.
- Temples et sanctuaires romains / René Louis Victor Cagnat. - Paris, 1916.
- Le Cantique des cantiques : Essai de reconstitution des sources du poème à Salomon, Paris, 1919.
- Les Origines cananéennes du sacrifice israélite, Paris, 1921.
- Autour des inscriptions de Glozel, Paris, 1927.
- Topographie historique de la Syrie antique et médiévale, Paris, Geuthner, 1927.
- Catalogue de l'exposition d'antiquités orientales : fouilles de Tello, de Suse et de Syrie au musée de l'Orangerie, Paris, 1930.
- La Syrie antique et médiévale illustrée, Paris: Geuthner, 1931.
- Les Châteaux des croisés ... / 1, [1] / Texte / Paul Deschamps. - 1934.
- Les Châteaux des croisés ... / 1, [2] / Album / François Anus. - 1934.
- Les Châteaux des croisés ... / 2, [1] / Texte / Paul Deschamps. - 1939.
- Les Châteaux des croisés ... / 2, [2] / Album / François Anus. - 1939.
- Mélanges syriens offerts à Monsieur René Dussaud, secrétaire perpétuel de l'Académie des inscriptions et belles-lettres, Paris, Geuthner, 1939
  - Mélanges syriens offerts ... ; t. 1 1939
  - Mélanges syriens offerts ... ; t. 2 1939.
- Les Découvertes de Ras Shamra (Ugarit) et l'Ancien Testament / René Dussaud. - 2. éd., revue et augm. - Paris : Geuthner, 1941.
- La Nouvelle Académie des inscriptions et belles lettres (1795-1914). Tome 1. Librairie orientaliste Paul Geuthner, Paris, 1946..
- La Nouvelle Académie des inscriptions et belles lettres (1795-1914). Tome 2. Librairie orientaliste Paul Geuthner, Paris, 1947
- Édouard Dhorme et René Dussaud : Les religions de Babylonie et d'Assyrie, Les religions des Hittites et des Hourrites, des Phéniciens et des Syriens.  Presses universitaires de France, 1945 (Collection : Mana, Introduction à l'histoire des religions).
- L'Art phénicien du IIe, Paris, Geuthner, 1949.
- Prélydiens hittites et achéens, Paris, Geuthner, 1953.

## Sources
- Jean-Pierre Thiollet, « René Dussaud », Je m'appelle Byblos, H & D, 2005, p. 253.

1. 1 2 3 4  Henri Seyrig, « René Dussaud : (24 Décembre 1868-17 Mars 1958) », Syria, Paris, vol. 36, nos 1/2,‎ 1959, p. 1-7 (ISSN 2076-8435, lire en ligne, consulté le 12 juin 2025).
2. ↑  Patrick Ferryn, Jacques Gossart et Nicole Torchet (ill. A. Pirson), L’Affaire de Glozel : histoire d’une controverse archéologique, Paris, Copernic, 1978, 223 p., 16 pl. ; in-8º (OCLC 941044125, lire en ligne), p. 81.
3. ↑  Otto Eissfeldt, « René Dussaud (1868-1958) », Syria, Paris, vol. 37, no /1/2,‎ 1960, p. 203 (ISSN 2076-8435, lire en ligne, consulté le 12 juin 2025).
4. ↑  Procès-verbal de la réunion préparatoire de l'Association des élèves, anciens élèves et amis de l'École des langues orientales (d), tenue à l'École le jeudi 16 juin 1927.

- (de) Cet article est partiellement ou en totalité issu de l’article de Wikipédia en allemand intitulé « René Dussaud » (voir la liste des auteurs).